# Antonino Lisboa Mena Gonçalves
Antonino Lisboa Mena Gonçalves (* 3. Februar 1947 in Niterói) ist ein ehemaliger brasilianischer Diplomat.

## Leben
Antonino Lisboa Mena Gonçalves ist der Sohn von Ozilda Lisboa Menna Gonçalves und Zózimo de la Costa Menna Gonçalves. Er absolvierte den Curso de Preparación a la Carrera Diplomática und den Curso de Práctica Diplomática y Consular des Rio Branco-Institutes. Im Rahmen des Curso de Alto Estudios legte er 1989 die Studie O sistema brasileiro de controle das exportações de material de emprego militar. Origens, evolução e reflexões sobre possíveis aperfeiçoamentos vor. Gonçalves schloss seine Studien der Rechtswissenschaft an der Universidad Federal Fluminense sowie an der Universidad de Brasília ab und ist Professor der Sociedad Brasileña de Cultura Inglesa.
Am 3. Februar 1970 wurde er zum Gesandtschaftssekretär dritter Klasse ernannt und war 1971  Geschäftsträger in Ankara. Von 1970 bis 1972 wurde er als Assistent des Leiters der Abteilung für Westeuropa übernommen und von 1972 bis 1973 dem Generalsekretär für westeuropäische Angelegenheiten zugewiesen.
Am 1. Januar 1973 wurde Gonçalves zum Gesandtschaftssekretär zweiter Klasse ernannt und als Assistent des Leiters der Abteilung Europa eingesetzt. Von 1974 bis 1976 wurde er als Vizekonsul nach Mailand versetzt und hatte zugleich bis 1975 eine Exequatur als Generalkonsul. Im Anschluss daran wurde Gonçalves bis 1979 als Geschäftsträger nach La Paz versetzt, wo er am 2. März 1979 zum Gesandtschaftssekretär erster Klasse befördert wurde. Danach übertrug man ihm bis 1984 die stellvertretende Leitung der Divisão de Programas de Promoção Comercial (DPG Abteilung Außenhandelsförderung) und ernannte ihn am 21. Dezember 1983 zum Gesandtschaftsrat. In dieser Amtszeit war der zweisitzige Tiefdecker Embraer EMB 312 aus dem Katalog der ausfuhrgenehmigungspflichtigen Produkte der Política Nacional de Exportação de Material de Emprego Militar (PNEMEM) genommen worden und die honduranische Regierung erhielt ein Dutzend dieser Maschinen und auch die Regierung in El Salvador zeigte sich interessiert. Antonino Lisboa Mena Gonçalves verwies in einer Denkschrift vom 8. November 1983 auf die fehlende staatliche Interventionsmöglichkeit, wenn das Dual-Use-Produkt in der asymmetrischen Kriegführung eingesetzt würde.
Gonçalves erhielt dann von 1985 bis 1988 eine Verwendung als Gesandtschaftsrat in Washington, D.C. und von 1988 bis 1990 in Caracas, wo er 1989 und 1990 auch als Geschäftsträger eingesetzt wurde. Am 24. Juni 1993 wurde er zum Gesandten zweiter Klasse ernannt und als Sonderberater des Generalsekretärs für Planung und Wirtschaftspolitik eingesetzt. Von 1994 bis 1999 war er erneut als Gesandter in Washington, D. C. tätig, wo er 1995, 1996, 1998 sowie 1999 zugleich als Geschäftsträger fungierte und 1999 als Generaldirektor die Abteilung für Nord- und Südamerika leitete.
Am 28. Juni 2000 folge die Ernennung zum Gesandten erster Klasse. Schließlich wurde Gonçalves als Botschafter berufen, zunächst vom 23. Juli 2003 bis zum 31. Mai 2006 in La Paz, dann vom 19. Juli 2006 bis zum 17. Februar 2011 in Stockholm und Riga und schließlich bis zum 26. Juni 2013 in Bogotá, wo er am 18. April 2012 der Kommandoübergabe der Pionierschule von Capitão de Navio Normando Bona do Nascimento an das Kommando der Grupo de Monitores Interamericanos na Colômbia (GMI-CO) unter dem Heeresoberst Ricardo Corrêa Leão vorstand.